# Državna cesta D401
D401 je državna cesta u Hrvatskoj. Ukupna duljina iznosi 1,6 km.